# Mariam Parris
Mariam Parris (Londen) is een Engelse/Amerikaanse actrice.

## Biografie
Parris is ontdekt als actrice door filmproducent Andy Ruben toen zij werkte als serveerster in een café in Santa Monica (Californië) voor $ 6,00 per uur.
Parris begon in 1998 met acteren in de televisieserie Beyond Belief: Facts or Fiction. Hierna heeft ze nog enkele rollen meer gespeeld in televisieseries en televisiefilms, het meest bekend is ze van haar rol als Reese Black met de televisieserie Port Charles waarin zij van 2002 tot en met 2003 speelde. Naast het acteren voor televisie is zij ook actief in het theater, zo speelde zij in het toneelstuk Waiting for Godot, As You Like It en Romeo and Juliet. 
Parris hobby’s zijn gitaar spelen en zingen.

## filmografie[4]

### Films
Uitgezonderd korte films.
- 2006 Backward Glances – als Jessica Brooks
- 2002 Maryam – als Mary Armin
- 2000 Baby Luv – als Lee Ann
- 2000 What's Cooking? – als Monica Moore
- 2000 Finding Kelly – als Miranda Johnson
- 1999 The Pornographer – als Kristina
- 1998 Club Vampire – als Alko

### Televisieseries
Uitgezonderd eenmalige gastrollen.
- 2002 – 2003 Port Charles – als Reese Black - ? afl.
- 1998 Beverly Hills, 90210 – als Sonia – 2 afl.